# Alltech Serbia Senta
Alltech Serbia Senta (code BELEX : ALTES) est une entreprise serbe qui a son siège social à Senta, dans la province de Voïvodine. Elle travaille dans le secteur de l'agroalimentaire.
Alltech Serbia Senta appartient à la société américaine Alltech Inc.

## Histoire
La société AIK Senta Fermin, créée en 1978, est à l'origine de l'actuelle Alltech Serbia ; elle a ouvert sa première usine de levure en 1981. Elle a été privatisée en 1992 et achetée en 2002 par la société américaine Alltech, devenant ainsi Alltech-Fermin.
Alltech-Fermin a.d. Senta a été admise au libre marché de la Bourse de Belgrade le 9 février 2005 et en a été exclue le 25 décembre 2008. Le 9 janvier 2009, elle a été admise au marché non réglementé sous le code ALTES,.
En 2010, Alltech-Fermin a pris le nom de Alltech Serbia a.d. Senta.

## Activités
Alltech Senta est engagée dans la fabrication de la levure.

## Données boursières
Le 21 juin 2013, l'action de Alltech Serbia Senta valait 310 RSD (2,70 EUR). Elle a connu son cours le plus élevé, soit 2 028 RSD (17,69 EUR), le 22 janvier 2009 et son cours le plus bas, soit 310 RSD (2,70 EUR), le 18 août 2011.
Le capital de Alltech Serbia Senta est détenu en totalité par All Technology.